# برج بارکلی
برج بارکلی، (به انگلیسی: Barclay Tower) آسمان‌خراش ۵۶ طبقه به ارتفاع ۱۷۶ متر، با کاربری مسکونی-تجاری است، که در شهر نیویورک، ایالات متحده آمریکا مستقر می‌باشد. پروژه ساخت این ساختمان در سال ۲۰۰۵ آغاز شد و در سال ۲۰۰۷ تکمیل و افتتاح گردید.